# Allophylus petelotii
Allophylus petelotii är en kinesträdsväxtart som beskrevs av Elmer Drew Merrill. Allophylus petelotii ingår i släktet Allophylus och familjen kinesträdsväxter. Inga underarter finns listade i Catalogue of Life.